# Univers de Dune
Pour les articles homonymes, voir Dune (homonymie).
L’univers de Dune est un univers de fiction créé par l'écrivain Frank Herbert comme cadre pour ses romans de science-fiction du cycle de Dune, apparaissant pour la première fois dans le roman Dune (1965).
L'univers de Dune est centré sur un vaste empire galactique aristocratique appelé l’« Imperium », et dirigé par l’Empereur Padishah, l'empereur Shaddam IV de la Maison Corrino à l'époque du premier roman.
Univers composé de nombreuses planètes appartenant à l’Imperium, « Dune » est le surnom de la planète Arrakis, le lieu principal où se déroule une grande partie des intrigues du roman Dune et de ses suites. La planète est le centre névralgique de l'Imperium, étant donné qu'elle est la seule source d’Épice gériatrique, une ressource vitale dans cet univers de fiction.
L'univers de Dune est aussi composé des divers ordres et organisations, comme le Bene Gesserit ou la Guilde spatiale, qui œuvrent chacun de leur côté pour faire aboutir leurs plans.

## Éléments de l'univers

### Chronologie
L’origine du calendrier de l'univers de Dune commence avec la création de la Guilde spatiale, à la suite du djihad Buthlérien. Les évènements se déroulent au cours du XIe millénaire après la Guilde. Le premier roman débute en l'an 10 191 AG (après la Guilde).

### Langages
De nombreux langages sont employés dans cet univers. Le principal idiome est le galach, parlé dans tout l’Imperium et qui évoluera au cours des siècles. D'autres langues spécialisées ou des langages secrets existent, comme le chakobsa (langue de chasse) des Fremen, la langue flûtée des Tleilaxu pour contrôler leurs Danseurs-Visage mais aussi leur langage secret, le « langage de l'Islamiyat » de la Grande croyance, etc.
Par ailleurs, de nombreux termes de l’univers de Dune sont inspirés de la langue arabe (djihad, mahdi, etc.)

### Mondes

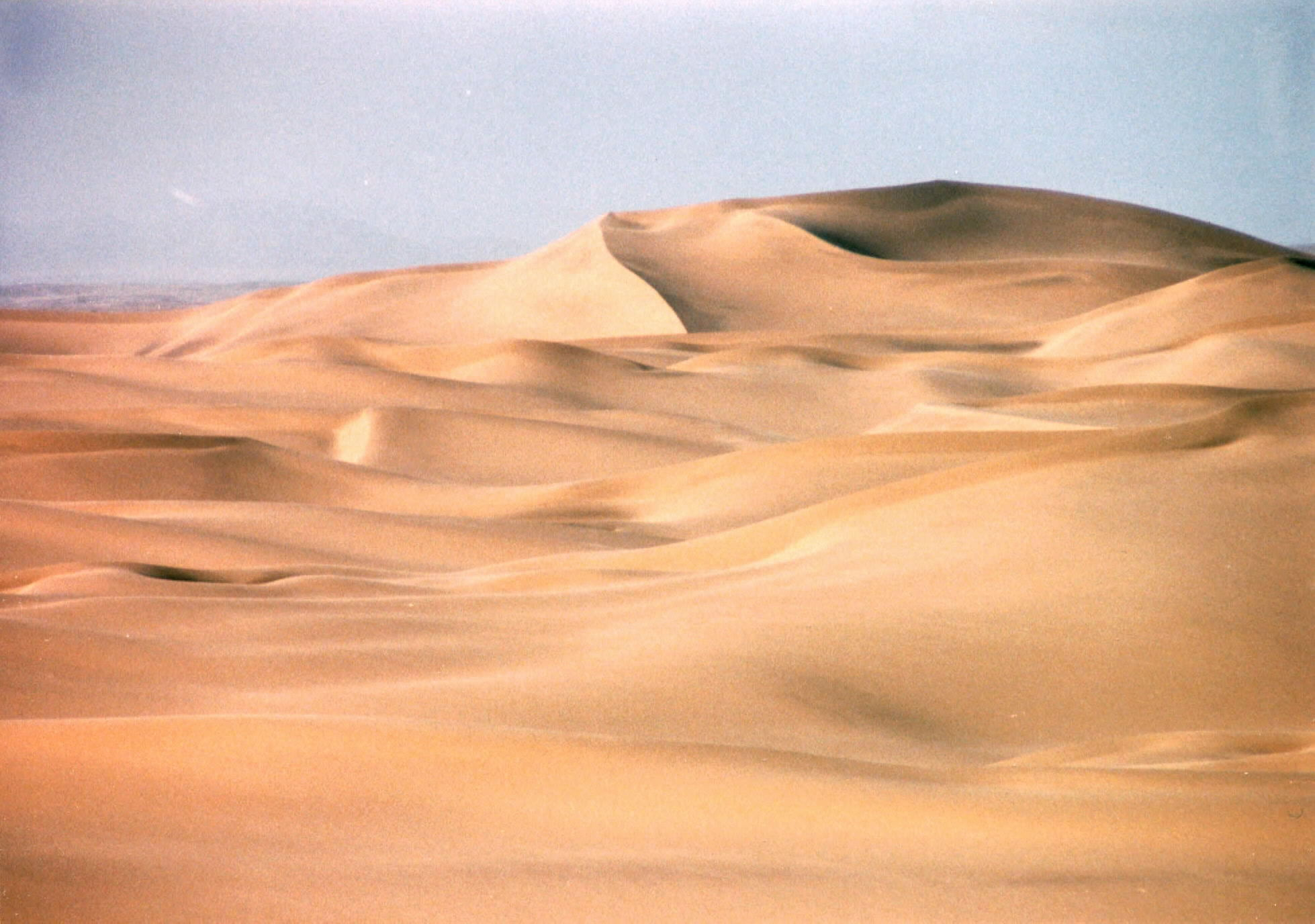
Des dunes dans le désert de Namibie, un paysage désertique qui évoque la planète Arrakis.

Dans sa dimension de cycle spatial, l’univers de Dune se déroule sur diverses planètes. Les premières, introduites dès le premier roman, sont Arrakis — planète de sable et source unique de l’Épice, Caladan — monde d’origine de la Maison Atréides, Giedi Prime — planète gouvernée par les Harkonnens — et Kaitain — siège de la Maison impériale Corrino.

### Organisations
Dans l’univers de Dune, empreint de féodalisme, les principales organisations (ordres) sont :
- la Guilde spatiale : une organisation ayant le monopole des voyages spatiaux longue distance, grâce aux capacités de prescience limitée de ses navigateurs ;
- la CHOM (Combinat ou Compagnie des Honnêtes Ober Marchands) : une organisation commerciale tentaculaire qui gère le négoce de toutes les denrées de l'Imperium à une échelle galactique ;
- les Grandes Maisons du Landsraad : l'ensemble des grandes familles nobles de l'Imperium, et un contrepoids politique aux pouvoirs de l’empereur Padishah ;
- le Bene Gesserit : un ordre spirituel et d'enseignement spécialisé, qui cherche à créer par sélection génétique, le Kwisatz Haderach, un surhomme capable de voir l'avenir, et qui cultive son influence politique au sein des autres organisations ;
- le Bene Tleilax : un ordre mystique et mystérieux, qui a recours à la manipulation génétique à des fins commerciales.
- les Ixiens, des fabricants de produits technologiques divers.

### Personnages
Les personnages du cycle de Dune sont le reflet des différentes factions participant à son univers : nobles des Grandes Maisons, sœurs du Bene Gesserit, peuple fremen du désert de Dune, Tleilaxu et Danseurs-Visage du Bene Tleilax, etc. Cette variété est représentée par certains des principaux protagonistes de la série.
Voici une liste des principaux personnages de la saga, entre autres.
- Paul Atréides (Paul Muad'Dib) : héritier de la Maison Atréides, guerrier et mahdi (guide spirituel) du peuple Fremen dans Dune ; empereur de l'univers connu dans Le Messie de Dune ; prédicateur aveugle dans Les Enfants de Dune.
- Duc Leto Atréides : chef de la Maison Atréides dans Dune.
- Dame Jessica : concubine du duc Leto, mère de Paul et d'Alia Atréides ; Révérende Mère du Bene Gesserit et des Fremen dans Dune ; régente de la planète Caladan dans Les Enfants de Dune.
- Leto Atréides II : fils de Paul Atréides, prince impérial d'ascendance Fremen par sa mère Chani dans Les Enfants de Dune ; empereur-dieu de l'univers connu dans L'Empereur-Dieu de Dune.
- Empereur Shaddam IV : empereur de l'univers connu (avant Paul) de la Maison Corrino ; chef des Sardaukars dans Dune.
- Princesse Irulan : fille aînée de l'empereur Shaddam IV, adepte du Bene Gesserit ; épouse consort de Paul dans Dune et le Messie de Dune.
- Baron Vladimir Harkonnen : chef de la Maison Harkonnen, ennemie des Atréides dans Dune ; présence dans l'esprit d'Alia dans Les Enfants de Dune.
- Feyd-Rautha : neveu du baron Harkonnen et son héritier présomptif (« na baron ») dans Dune.
- Stilgar : chef fremen (naib) du Sietch Tabr dans Dune ; conseiller/chancelier impérial de Paul Muad'Dib dans Le Messie de Dune ; gardien des enfants de Paul dans Les Enfants de Dune.
- Liet Kynes : planétologiste (écologiste planétaire) impérial de Shaddam IV sur Arrakis ; arbitre du changement de l'Imperium sur Arrakis ; chef et guide des Fremen (avant Paul) dans Dune.
- Chani : guerrière fremen, fille de Liet et nièce de Stilgar ; sayyadina (prêtresse) fremen dans Dune ; concubine officielle de Paul Muad'Dib et mère de ses deux enfants, Leto II et Ghanima dans Le Messie de Dune.

### Peuples
Les peuples autochtones de cet univers sont composés de ceux nés sur les diverses planètes de l’Imperium (par exemple, les gens de Caladan, ceux de Geidi Prime ou de Salusa Secundus, les Fremen d’Arrakis, les Tleilaxu des planètes du Bene Tleilax, les Ixiens de Ix).
Certains peuples exotiques apparaissent dans les derniers romans du cycle : les Futars et les Belluaires ; les Honorées Matriarches de la Dispersion (dans Les Hérétiques de Dune et la La Maison des mères), voire les Truitesses de l’empereur Leto II (dans L'Empereur-Dieu de Dune).

### Religions

#### Textes sacrés
La Bible catholique orange est un livre fictif lié à l'univers de Dune. Les romans sont parsemés de citations et de références à cet ouvrage, principalement dans le cadre du Jihad Butlérien, qui conduit à l'interdiction de l'informatique, interdiction notée dans la bible sous forme d'un commandement : « Tu ne feras point de machine à l’esprit de l’Homme semblable ».
L'ouvrage fictif sacré présente un contenu philosophique, éthique mais aussi historique, puisqu'il retrace les préoccupations modernes des civilisations de l'Univers de Dune, comme la recherche de leur humanité et est le signe d'un certain retour au féodalisme.
Selon Brian Herbert, les adjectifs « catholique » et « orange » renvoient au catholicisme et au protestantisme suggérant une fusion de ces deux cultes. Toutefois, le personnage de Bertoli dans l'univers de Dune réfère à la future Orange Catholic Bible sous les termes de Koranjiyana Zenchristian Scriptures, où Orange serait donc une déformation de Koranjiyana, qui lui-même viendrait du mot Coran. D'autres sources notent l'influence du bouddhisme ; la bible est donc dans cet univers de fiction le relais entre les anciennes religions de l'humanité et la civilisation plus tardive.
Le syncrétisme est confirmé dans le canon, l'ouvrage Terminology of the Imperium présente la Bible Catholique Orange comme une œuvre collective, rédigée par les leaders des religions majeurs, la C.T.E. ou Commission des Traducteurs Œcuméniques. Diverses autres appellations pour l'ouvrage sont utilisées dans les romans : Koranjiyana Zenchristian Scriptures, the Accumulated Book et le Zenchristian Navakoran sont utilisés dans la version originale anglaise.

### Technologies
Diverses technologies et matériels sont présents dans l’univers de Dune :
- les moyens de transport : les vaisseaux long-courrier de la Guilde Spatiale ; l'aéronef ornithoptère, les non-vaisseaux créés par les Ixiens, les tubes anti-gravité, etc. ;
- les machines de production : les cuves Axlotl du Bene Tleilax ; les usines-moissonneuses d’Épice sur Arrakis, amenées sur site par une aile volante, etc. ;
- les diverses armes et armement : les boucliers à Effet Holtzman, les « Atomiques » des grandes familles nobles, les lasers de combat, les poisons (Chaumas et Chaumurky), les mini-drones assassins appelés « chercheurs-tueurs », les boites à effet d'induction de douleur du Bene Gesserit, etc. ;
- les objets divers : le distille et les pièges à vent des Fremen, les non-espaces des Ixiens, etc.

## Thèmes et inspirations

### Thèmes
Le cycle de Dune aborde de nombreux thèmes divers : l’écologie planétaire, l’organisation politique et religieuse, la géopolitique, les rivalités princières et celles des maisons nobles, les rivalités politiques et économiques entre les ordres et les organisations de cet univers, l’acquisition et la préservation de ressources (notamment l’Épice), la remise en cause de l’intelligence artificielle et des robots intelligents (Jihad Buthlérien), le transhumanisme et les manipulations génétiques (avec les gholas), mais aussi le mysticisme, le messianisme et le contrôle des religions (Missionaria Protectiva) pour guider la population.

### Inspirations
Frank Herbert a cherché à inscrire son univers dans le fictif le plus total et le dépaysement. Néanmoins, il effectue en filigrane des parallèles entre l'univers de Dune et le nôtre. En effet, le cycle de Dune comporte de nombreuses références au monde réel et à des considérations purement contemporaines et/ou historiques de l'humanité. Herbert se réfère ainsi à différentes civilisations, telles que la civilisation arabe ou la civilisation européenne,.
Le récit d’aventure contient de nombreuses références à l’Islam, aux cultures du Maghreb et du Moyen-Orient, fait inédit dans un récit de science-fiction à l’époque. Dans la biographie Dreamer of Dune : The Biographie of Frank Herbert, dédiée à Frank Herbert et écrite par son fils, Brian Herbert, le combat des Algérien pour l’indépendance du pays est cité parmi les sources d’inspiration de la création du peuple Fremen de la planète Arrakis. Le nom même du groupe, proviendrait quant à lui de « Free Men », la traduction rapportée du mot Amazigh par Léon l'Africain(aussi connu sous le nom de Hassan al-Wazzan). Écrit durant l’effervescence des indépendances des années 1950 et 1960, le livre contient un chant qui avait retenti en 1962 dans les rues de l’Algérie : « Yahya Chouhada ».,,
Frank Herbert a écrit que son histoire « était née d'un concept: écrire un long roman sur les convulsions messianiques que les sociétés humaines s'infligent régulièrement à elles-mêmes ». Ce faisant, il a précisé que la cible de son ire était « l'homme occidental », qui profite de cet « élan messianique » pour contrôler d'autres sociétés et « s'infliger » un peu plus à l'environnement. Après avoir travaillé sur un article au sujet du contrôle des dunes de sable à Florence, dans l'Oregon, il eut l'idée d'utiliser une planète désertique pour cadre de son nouveau roman. Cela le conduisit à passer quelque temps dans le désert de Sonora et à mener, pour reprendre ses propres termes, un « réexamen de l'islam »,.
L'univers de Dune s'inspire fortement de l'Islam. Aux yeux de Frank Herbert, l'islam constitue une part importante du patrimoine humain et donc, par extension, de son avenir. Il n'en fait pas qu'un usage ornemental: l'univers de Dune témoigne d'un profond intérêt aussi bien pour les croyances que l'histoire d'une multitude de musulmans. En outre, il est loin de restreindre cette « saveur musulmane » aux Fremen, le peuple autochtone d'Arrakis, puisqu'il l'étend à tout l'univers de l'histoire – ses peuples, ses religions, ses proverbes et ses livres.
Frank Herbert appelle le messie de Dune « Mahdi », un terme musulman qui désigne non seulement un personnage messianique eschatologique, mais aussi les nombreuses figures historiques qui ont prétendu à ce titre. Et l'histoire a en connu de nombreux qui ont échoué. Les Mahdis (et leurs djihads), qui ont le plus influencé Frank Herbert, sont les musulmans soufis qui ont combattu le colonialisme européen au XIXe siècle. Il y a notamment l'émir algérien Abdelkader ibn Muhieddine, qui, comme les Fremen, avait fait des fabriques d'armes dans le désert dans sa lutte contre les Français, l'imam tchétchène Chamil, qui combattit les Russes et, d'une manière plus évidente encore, le « Mahdi du Soudan », Muhammad Ahmad ibn Abd Allah Al-Mahdi, qui mena une guerre contre les Britanniques, qui alimenta la littérature anglaise durant des décennies après sa défaite,.
« Je suis un animal politique, avait déclaré Herbert en 1983, et je n'ai jamais vraiment abandonné le journalisme. J'écris sur ce qui se passe de nos jours –les métaphores sont là. » Dune a été écrit au plus fort de la décolonisation du monde musulman. Son histoire en est le reflet, parfois de manière évidente. Dans le livre, les Fremen acclament Paul, leur Mahdi, en criant « Ya hya Chouhada ». Sa mère, Jessica, explique aux lecteurs que cela signifie « longue vie aux combattants ». C'est une traduction relativement correcte. En arabe, la phrase signifie « longue vie aux martyrs » (Chouada).
Elle fut proclamée par les Algériens lorsque Benyoucef Benkhedda (qui, durant la guerre d'Algérie, fut à la tête de l'un des premiers gouvernements provisoires algériens, de 1961 à 1962) rentra à Alger après avoir obtenu l'indépendance. Remarquez comment l'évènement fut rapporté par la Pittsburgh Post-Gazette, le 4 juillet 1962, trois ans seulement avant la publication de Dune: « Après son discours à l'aéroport, [Benkhedda] et ses ministres ont été précédés jusqu'au cœur de la ville par plusieurs centaines de combattants endurcis descendus des vertes montagnes algériennes de Kabylie. Un cri assourdissant résonnait dans les rues: “Ya hya chouhada” [longue vie aux combattants]. ».
Une autre référence à l’Algérie et en particulier à son désert et ses habitants, figure dans l’univers créé autour des Fremen, figures centrales de l’œuvre, présentant des similarités avec le peuple Touareg et d’autres peuples du désert. L’œuvre puise non seulement dans le vocabulaire arabe mais également Tamazigh (Tamasheq). De la sorte, la région du Sahara « Tanezrouft» (« Pays de la soif »), située dans le Sahara algérien est présente dans le troisième tome du cycle, Les Enfants de Dune, sous la forme de « Tanzerouft », une région qui tout comme son inspiration algérienne est marquée par son aridité et sa carence en eau,.
- La civilisation berbère est très présente, notamment au travers des termes arabes en tamasheq : dialecte berbère des touaregs. Le Tanzerouft, le « Pays de la Soif » et une partie du désert d'Arrakis, est proche du nom d’une partie du Sahara, Tanezrouft dans le sud de l’Algérie. De plus, le terme Fremen semble être inspiré par le nom que se donnent les Touaregs, ainsi que d’autres peuples berbères d’Afrique du Nord, les Imazighen[réf. nécessaire], littéralement « les hommes libres » (« free men » en anglais).
- La civilisation judéo-chrétienne et musulmane, avec le thème de l’arrivée d’un prophète annoncé de longue date.
- La civilisation perse, notamment avec la référence au padichah, « grand roi » en persan, le titre des empereurs iraniens.
- Les civilisations germaniques et chinoises : le personnage de Paul Muad-Dib, prophète prescient, n’a que des visions de mort. Le seul destin possible est la destruction puis la renaissance (un cycle). Tout le cycle de Dune montre la naissance d’un nouveau monde sous la bannière des Atréides, puis sa destruction lors de la Diaspora (la Dispersion). On peut rapprocher cette vision des perceptions cycliques du temps dans les civilisations chinoise et des croyances nordiques (ragnarök).
- La civilisation grecque antique : la lignée des Atrides donnant naissance aux « Atréides » en reprenant le mythe d’Agamemnon. De plus, le nom « Leto » utilisé pour deux membres de la Maison Atréides (le duc Leto Atréides puis l’empereur-dieu Leto II) peut faire référence à Léto de la mythologie grecque, la mère des dieux Apollon et Artémis. Cette référence à la mythologie grecque est renforcée dans les séries Avant Dune postérieures à l’œuvre d'Herbert, avec le Titan cyborg Agamemnon.
- La civilisation bouddhique : des similitudes peuvent être trouvées entre la Mémoire Seconde de l'ordre du Bene Gesserit ou les réincarnations en série des Maîtres du Bene Tleilax avec les tulkus. Les zenchiites et zensunnis semblent avoir quelques sources dans le Bouddhisme Zen, et le Sentier d'Or peut être apparenté au Noble sentier octuple.
- Les rites initiatiques africains : dans les romans, « l’Eau de la vie » permet l’initiation. Elle peut tuer ou élever la conscience. Cette drogue étant à l’origine d’un rite religieux de retour aux ancêtres, elle peut se rapprocher du rituel bwiti de l’Iboga.
- Les cultures slaves, notamment les Cosaques, auxquelles les Fremen « empruntent » la dénomination de sietch et s'apparentent à ces cavaliers des steppes en chevauchant le ver géant de Dune.

Frank Herbert eut l’idée de Dune après avoir étudié un projet gouvernemental américain conçu pour arrêter l’expansion des dunes de sable des Oregon Dunes, à Florence dans l'Oregon.